# Едмунд Црна Гуја
Едмунд Црна Гуја (енгл. Edmund Blackadder) је измишљени лик из британске телевизијске серије Црна Гуја кога игра глумац Роуан Аткинсон. Ради се заправо о низу различитих ликова у различитим периодима британске историје, при чему је претпоставка да је сваки од њих потомак претходног.
Четири главне Црне Гује су:
Принц Едмунд (средњовековна Енглеска) је назван по антијунаку Едмунду из Шекспирове драме Краљ Лир. Време радње је непосреднио након Ратова ружа. Едмуд је син измишљеног краља Ричарда Четвртог (који заправо никад није био крунисан, већ је изгубио живот као дете). Принд Едмунд се разликује од потомака по томе што је приглуп и неспособан, и често долази у ситуацију да мора да послуша савете свог слуге Болдрика. На крају серијала он коначно остварује своју амбицију и постаје краљ, да би након тридесет секунди умро отрован.
Едмунд, лорд Црна Гуја (елизабетанска Енглеска) је племић на двору Елизабете Прве Тјудор. Иако је потомак принца Едмунда, он је интелигентан, духовит и шармантан. Главна брига му је да забавља краљицу која је детињаста и хировита, као и да надмудри ривала - лорда Мелчета. Све касније Црне гује су осмишљене по овом моделу. Овај лик умире од руке (измишљеног) немачког принца Лудвига Неуништивог.
Едмунд Црна Гуја, батлер принца Џорџа Четвртог (којег игра Хју Лори). Његова породица је осиромашила и он мора радити као слуга принца Џорџа. И даље је интелигентнији од људи у својој околини и склон је да поткрада принца. Он је једини који не умире на крају серијала – њега бркају са принцем од Велса и он је одведен „кући“ на краљевски двор.
Капетан Едмунд Црна Гуја, официр у Првом светском рату, који на све начине покушава да избегне борбу и сигурну смрт. Поред Болдрика, друштво му прави поручник Џорџ (игра га Хју Лори).

## Споредни ликови
Мак Гуја – рођак батлера Едмунда из шкотске. Претендује на трон Британије и планира устанак. Занимљиво је напоменути да клан Црних Гуја заиста постоји у Шкотској, близу границе са Енглеском и да је име добио по оближњој реци.
Ебенизер Црна Гуја има репутацију најљубазнијег човека у Енглеској. Након посете божићног духа он се мења и постаје сличан својим претходницима (ради се о обради Божићње приче Чарлса Дикенса).
Лорд Црна Гуја у уверава пријатеље да може да путује кроз време, али се, на његово изненађење, то заиста и деси. Након одређених измена у историји, он постаје британски краљ.